# 11 серпня
11 серпня — 223-й день року (224-й у високосні роки) в григоріанському календарі. До кінця року залишається 142 дні.

## Свята і пам'ятні дні

### Міжнародні
- День пісочниці.

### Національні
- Чад: День Незалежності. (1960)
- Японія: День гір або Яма-но хі. (山の日) (2016)
- Вірменія: День національної ідентичності.
- Латвія: День пам'яті бійців за свободу.
- Пакистан: День прапора.
- Туркменістан: День прикордонників.
- Німеччина: День синів та дочок.

### Релігійні

#### Християнство
Католицизм
- День Святої Клари.

Православ'я
- Мученика архідиякона Євпла.
- Преподобномучеників Феодора і Василія Києво-Печерських, в Ближніх печерах.
- Преподобного Федора, князя Острозького, Києво-Печерського, в Дальніх печерах.
- Мучениці Сусанни, діви, і з нею Гая, папи Римського, Гавинія, пресвітера, Клавдія, Максима, Препедигни, Олександра і Куфія.

## Іменини
- ✙ Православні: Федір, Василь, Максим, Олександр

## Події
- 1707 — Королівство Пруссія та Шведська імперія підписали «Вічний альянс», що гарантував взаємну військову допомогу у випадку нападу на одну з них третьої сторони.
- 1866 — у США відкрито перший у світі майданчик для катання на роликових ковзанах.
- 1877 — американський астроном Асаф Голл відкрив супутник планети Марс під назвою Деймос.
- 1906 — у Великій Британії Юджин Ласт запатентував звукове кіно.
- 1926 — компанія «Kodak» оголосила про початок роботи зі створення кольорової кіноплівки.
- 1937 — таємний наказ № 00485 НКВС СРСР — початок т. зв. Польської операції НКВС, в ході якої було арештовано 140 тисяч громадян польської національності, 111 тисяч з яких були вбиті.
- 1947 — у газеті «Правда» опубліковано статтю Дмитра Шепілова «Радянський патріотизм», яка стала початком кампанії зі звинувачення діячів культури у космополітизмі.
- 1962 — вперше в СРСР проведений прямий телесеанс із космічного корабля.
- 1962 — перемігши орєхово-зуєвську команду «Знамя труда» з рахунком 2:0, донецький «Шахтар» став володарем Кубка СРСР з футболу.
- 1989 — пленум Верховного суду УРСР реабілітував усіх засуджених у справі Спілки визволення України.
- 2003 — українські війська введені в Ірак для виконання миротворчої місії.
- 2008 — російські окупаційні війська в ході війни проти Грузії захопили міста Сенакі, Зугдіді та Поті
- 2011 — запроваджено інституцію Уповноваженого Президента України з прав дитини, на посаду Уповноваженого призначено Юрія Павленка.
- 2016 — Рада Безпеки ООН провела закрите засідання щодо збройних провокацій російських спецслужб у Криму, на якому підтвердила позицію щодо територіальної цілісності України. Проти цього рішення РБ ООН голосувала лише РФ.[2]

## Народились
Дивись також Категорія:Народились 11 серпня
- 1340 — Феофан Грек, живописець, який працював у Візантії й Давній Русі.
- 1778 — Фрідріх Людвіг Ян, засновник сучасної спортивної гімнастики.
- 1795 — Іван Спаський, відомий у другій чверті XIX століття доктор медицини, родом з Харкова. Став домашнім лікарем сім'ї поета Олександра Пушкіна після його одруження з Наталією Гончаровою. Залишив записки «Останні дні О. С. Пушкіна. Розповідь очевидця».
- 1858 — Хрістіан Ейкман, голландський фізик, відкрив вітамін B1, Нобелівський лауреат
- 1889 — Олександр Шульгин, український громадсько-політичний діяч, дипломат, міністр зовнішніх справ УНР.
- 1894 — Петро Сова, археолог, досліджував палеолітичні та середньовічні пам'ятки Закарпаття.
- 1894 — Віра Білецька, український фольклорист й етнограф.
- 1897 — Енід Мері Блайтон, англійська письменниця.
- 1933 — Єжи Гротовський, польський режисер-експериментатор, педагог і теоретик театру.
- 1943 — Первез Мушарраф, керівник і президент Пакистану в 1999—2008 рр.
- 1950 — Стів Возняк, піонер комп'ютерних технологій, конструктор одного з перших персональних комп'ютерів у світі Apple I та Apple II (США), співзасновник (разом зі Стівом Джобсом) фірми Apple.
- 1953 — Галк Гоган, реслер, актор і шоумен.
- 1960 — Ігор Біскуп, український футболіст, другий найстарший футболіст в історії вищої ліги чемпіонату України.
- 1965 — Віола Софі Девіс, американська акторка; лауретка премій «Оскар», «Золотий глобус», «Еммі», БАФТА та інших.
- 1970 — Енді Белл, британський музикант
- 1971 — Олександр Макрицький, білоруський хокеїст

## Померли

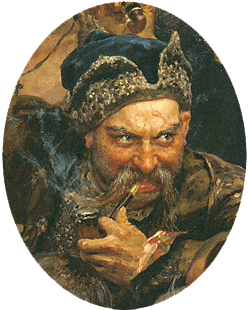
Іван Сірко

Дивись також Категорія:Померли 11 серпня
- 1461 — Микола Кузанський, німецький кардинал, філософ, правник, математик
- 1494 — Ганс Мемлінг, найбільший фламандський живописець другої половини XV століття.
- 1614 — Лавінія Фонтана, італійська художниця.
- 1680 — Іван Сірко, запорізький кошовий отаман.

- 1908 — Олексій Ганський, астроном, ініціатор створення Сімеїзької обсерваторії
- 1919 — Ендрю Карнеґі, американський підприємець, мультимільйонер.
- 1932 — Максиміліан Волошин, поет і художник українського походження, перекладач, представник символізму й акмеїзму.
- 1937 — Едіт Вортон, американська романістка, авторка коротких оповідань, письменниця, драматург і дизайнерка.
- 1944 — Хідейосі Обата, японський полководець, генерал-лейтенант Імперської армії Японії.
- 1956 — Джексон Поллок, американський художник, один з визначних представників абстрактного експресіонізму.
- 1994 — Пітер Кушинг, британський актор.
- 1996 — Ванга, болгарська провісниця, екстрасенс, містик і травник.
- 2014 — Робін Вільямс,  американський актор, комік, лауреат декількох «Еммі» та «Греммі».